# Westlicher Schlammtaucher
Der Westliche Schlammtaucher (Pelodytes punctatus) ist ein westeuropäisch verbreiteter, zierlicher Froschlurch und bildet eine von fünf Arten der Gattung Schlammtaucher (Pelodytes). Aus dieser wiederum besteht ausschließlich die Familie Pelodytidae.

## Merkmale
Schlammtaucher sind sehr kleine Froschlurche mit relativ langen Hinterbeinen, flachem Kopf und senkrecht geschlitzten Pupillen. Der Westliche Schlammtaucher wird nur 3,5 (Männchen) bis 4,5 (Weibchen) Zentimeter lang. Ihre Oberseite ist recht variabel gefärbt; meist zieren sie unregelmäßige grüne Flecken auf einem hellbräunlichen, grauen oder hellolivgrünen Grundton. Der Rücken ist von länglichen Warzen übersät, die oft wellenförmige Längsreihen bilden und an den Flanken teilweise orangefarben sein können. Hinter den hervorstehenden Augen befindet sich oberhalb des Trommelfells je eine kurze, schmale Drüsenleiste. Ohrdrüsen (Parotiden), wie bei den Echten Kröten, sind nicht ausgeprägt. Die Unterseite ist weiß, im Hüftbereich gelb-orange. Die Männchen entwickeln zur Paarungszeit dunkle Brunstschwielen an den Innenseiten der Finger und Arme sowie an der Brust. Ihre Arme sind außerdem länger und kräftiger als die der Weibchen.

## Verbreitung

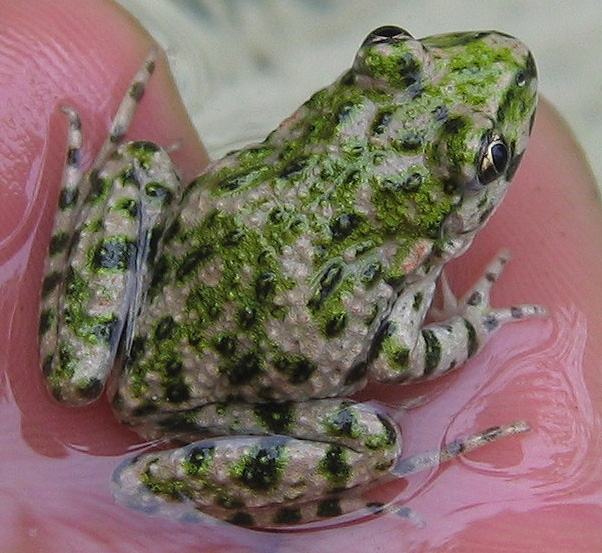
Die Oberseite ist meist grün-fleckig

Das Vorkommensgebiet der Art reicht von Nordfrankreich bis ins südöstliche Spanien; im Einzelnen umfasst es die Länder Frankreich, Spanien, Portugal und einen kleinen Anteil von Nordwestitalien (in Piemont und Ligurien); auch der äußerste Südrand von Belgien und Luxemburg wird wohl gerade noch erreicht. Das portugiesische Areal ist möglicherweise von den spanischen Vorkommen räumlich getrennt. Die Höhenverbreitung reicht von Meereshöhe bis in mittlere Gebirgslagen. Am stetigsten ist die Verbreitung in Teilen Spaniens und in Frankreich, wo nur der Ostrand und Teile des Südwestens nicht besiedelt sind.
Im Süden der Iberischen Halbinsel wird der Iberische Schlammtaucher (P. ibericus) seit einigen Jahren als eigene, von Pelodytes punctatus abzutrennende Art angesehen.

## Lebensraum, Lebensweise
Schlammtaucher kommen in offenen bis halboffenen, auch recht trockenen Landschaften vor, die beispielsweise durch eingestreute Pinien- oder Steineichenwälder geprägt sind. Dabei scheint eine Vorliebe für kalkhaltige Böden zu bestehen. Die Tiere halten sich tagsüber unter Steinen oder in selbstgegrabenen Höhlungen versteckt. Sie können auch recht gut klettern. Nachts gehen sie auf die Jagd nach Insekten. Zu ihren Fressfeinden gehört unter anderem die Schleiereule. Als Laichplätze werden verkrautete, mitunter auch leicht brackige Tümpel und manchmal sogar Bäche aufgesucht. Im Norden des Verbreitungsgebietes hält der Schlammtaucher eine Winterruhe zwischen November und Februar/März; im Süden ist er ganzjährig aktiv.

## Fortpflanzung
Die Fortpflanzungsperiode liegt in Frankreich zwischen Ende Februar und Anfang April; in Portugal zwischen November und März. Unter anderem in Andalusien können ganzjährig mehrere Laichphasen beobachtet werden. (Hinweis: Diese Literaturangabe könnte sich allerdings auch auf die später neu beschriebene Art Pelodytes ibericus beziehen!) Die Männchen erzeugen mit Hilfe paariger innerer Schallblasen recht leise, knarrende Balzrufe unter Wasser, die wie („koak...koak...koak“) klingen. Die Weibchen antworten bei der Paarung manchmal mit „küh...küh...küh“ – die Rufe sollen denen der Zwergtrappe oder des Wachtelkönigs ähnlich sein.

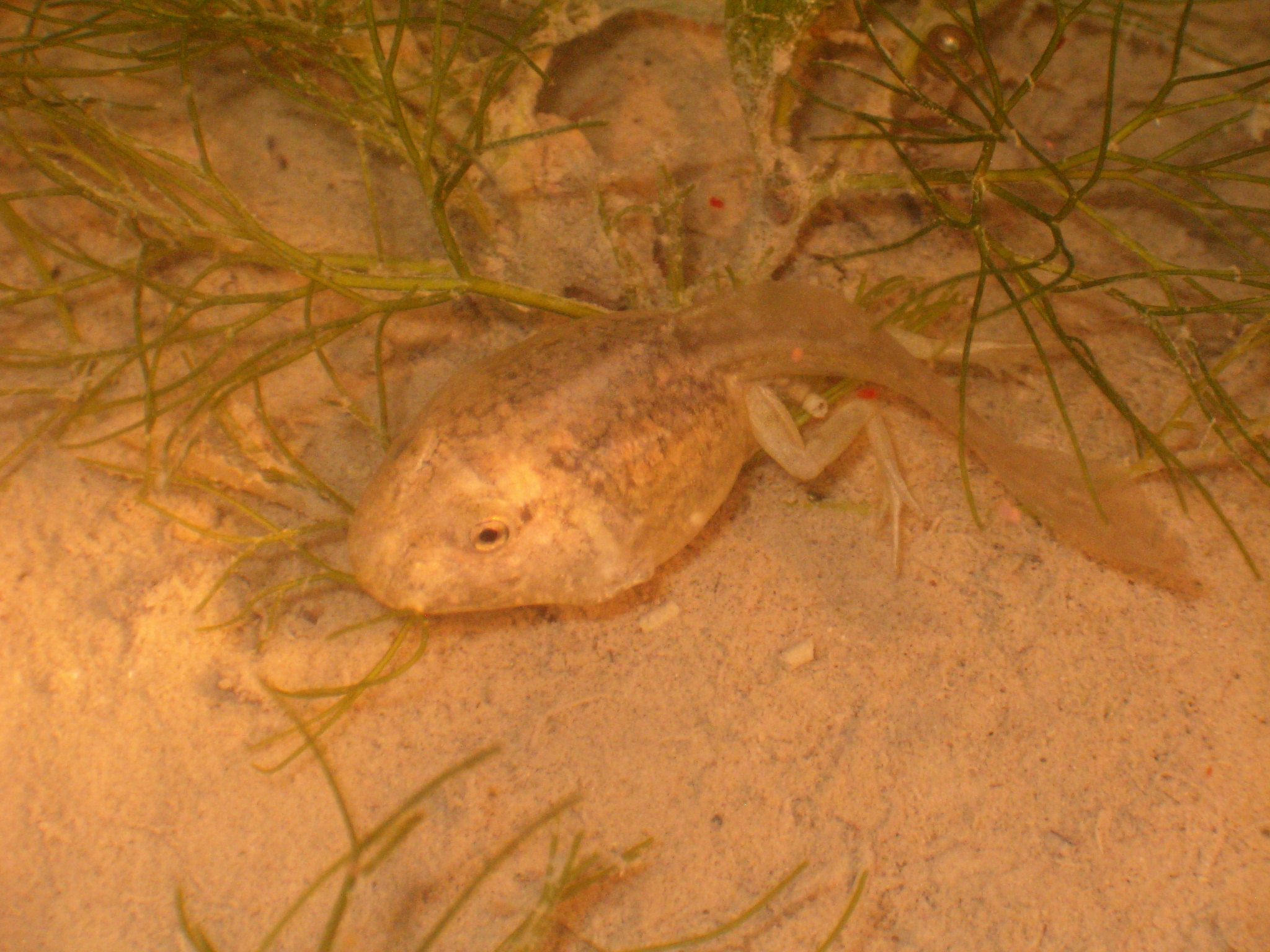
Kaulquappe

Bei der Paarung umklammert das Männchen mit seinen Vorderbeinen das Weibchen nicht in der Achsel-, sondern in der Lendengegend, wie dies für die „urtümlicheren Froschlurche“ der Unterordnungen Archaeobatrachia und Mesobatrachia typisch ist. Bei der Laichablage sucht sich das Pärchen einen senkrechten Ast oder Halm im Wasser, an den das Weibchen mit Hilfe seiner Hinterbeine eine wenige Zentimeter kurze, drei bis vier Millimeter dicke Laichschnur wickelt, die 40 bis 300 Eier enthält. Insgesamt kann ein Weibchen 1000 bis 1600 Eier produzieren. Diese sind oberseits dunkelgrau bis schwarz und unregelmäßig in Gallerthüllen angeordnet. Die Kaulquappen benötigen, wenn keine Winterruhe dazwischenkommt, etwa drei Monate bis zur Metamorphose zum Landtier. Zuvor erreichen sie mit Gesamtlängen bis zu 6,5 (selten: 9,5) Zentimeter recht beachtliche Ausmaße im Verhältnis zu den erwachsenen Tieren.

## Gefährdung und Schutz

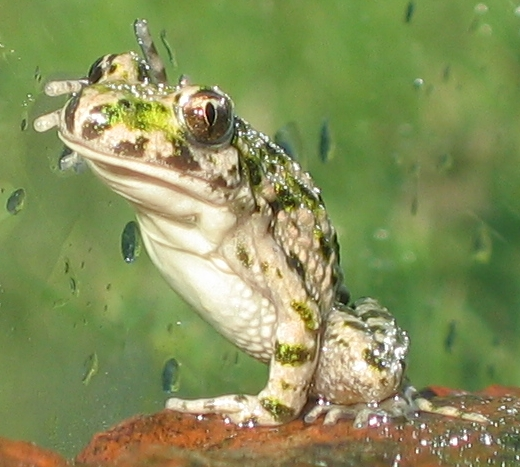
Die Bauchseite ist weißlich, die Pupillen sind senkrecht geschlitzt

Es scheinen insbesondere die Bestände in Nordwestitalien durch Lebensraumzerstörung, Umweltverschmutzung und Verinselung bedroht zu sein. Den Gesamtbestand der Art stuft die IUCN in ihrer internationalen Roten Liste trotz Abnahmetrends zwar noch als nicht gefährdet ein, jedoch wird der Westliche Schlammtaucher in allen Nationalstaaten mit Vorkommen als „stark gefährdet“ (Frankreich, Belgien, Luxemburg) oder zumindest „gefährdet“ (übrige) bewertet.
Gesetzlicher Schutzstatus
- Bundesartenschutzverordnung (BArtSchV): besonders geschützt